# Cà mơn
Cà mơn (danh pháp khoa học: Anacolosa clarkii) là một loài thực vật có hoa trong họ Olacaceae. Loài này được Pierre mô tả khoa học đầu tiên năm 1892.